# زابینه هربست
زابینه هربست (به آلمانی: Sabine Herbst) (زادهٔ ۲۷ ژوئن ۱۹۷۴) شناگر اهل آلمان بود.